# Ватага (Іллінойс)
Ватага (англ. Wataga) — селище (англ. village) в США, в окрузі Нокс штату Іллінойс. Населення — 744 особи (2020).

## Географія
Ватага розташована за координатами 41°1′31″ пн. ш. 90°16′32″ зх. д. / 41.02528° пн. ш. 90.27556° зх. д. (41.025303, -90.275459).  За даними Бюро перепису населення США в 2010 році селище мало площу 2,23 км², уся площа — суходіл.

## Демографія
Згідно з переписом 2010 року, у селищі мешкали 843 особи в 345 домогосподарствах у складі 242 родин. Густота населення становила 377 осіб/км².  Було 372 помешкання (167/км²).
Расовий склад населення:
| - 96,6 % — білих - 0,8 % — чорних або афроамериканців - 0,1 % — корінних американців - 0,1 % — азіатів |

До двох чи більше рас належало 1,9 %. Частка іспаномовних становила 2,4 % від усіх жителів.
За віковим діапазоном населення розподілялося таким чином: 24,3 % — особи молодші 18 років, 61,7 % — особи у віці 18—64 років, 14,0 % — особи у віці 65 років та старші. Медіана віку мешканця становила 38,6 року. На 100 осіб жіночої статі у селищі припадало 98,4 чоловіків;  на 100 жінок у віці від 18 років та старших — 92,7 чоловіків також старших 18 років.
Середній дохід на одне домашнє господарство  становив 51 919 доларів США (медіана — 46 250), а середній дохід на одну сім'ю — 59 502 долари (медіана — 53 333). Медіана доходів становила 43 281 долар для чоловіків та 31 042 долари для жінок. За межею бідності перебувало 12,8 % осіб, у тому числі 19,3 % дітей у віці до 18 років та 13,4 % осіб у віці 65 років та старших.
Цивільне працевлаштоване населення становило 377 осіб. Основні галузі зайнятості: роздрібна торгівля — 20,7 %, освіта, охорона здоров'я та соціальна допомога — 20,4 %, транспорт — 13,8 %, виробництво — 10,1 %.